# 尼普科夫盘

尼普科夫盘这个概念是由保罗·高特列本·尼普可夫（Paul Gottlieb Nipkow 1860-1940）发明的，是一种扫描图片的机械装置，在1920年代是发明电视的基础，利用它可以把图像中的明暗信号分开也可以再次把明暗信号合起来。当圆盘转动时，其中各小孔依次截取图片各点的光信号，然后由光感器记录并传输，可以在接受的电子管上复制出一幅黑白图象，在这个圆盘的基础上，发明了早期的机械电视。也应用于共聚焦显微镜。